# Municipalità locale di Ngwathe
Ngwathe è una municipalità locale (in inglese Ngwathe Local Municipality) appartenente alla municipalità distrettuale di Fezile Dabi della provincia di Free State in Sudafrica. 
In base al censimento del 2001 la sua popolazione è di 118.809 abitanti.
La sede amministrativa e legislativa è la città di Parys e il suo territorio si estende su una superficie di 7.055 km² ed è suddiviso in 19 circoscrizioni elettorali (wards). Il suo codice di distretto è FS203.

## Geografia fisica

### Confini
La municipalità locale di Ngwathe confina a nord con quelle di Tlokwe (Dr Kenneth Kaunda/Nordovest) e Emfuleni (Sedibeng/Gauteng), a est con quelle di Metsimaholo e Mafube, a sud con quella di Nketoana (Thabo Mofutsanyane) e a sud e a ovest con quella di Moqhaka.

### Città e comuni
- Edenville
- Heilbron
- Koppies
- Kwakwatsi
- Mokwallo
- Parys
- Phiritona
- Rooiwal
- Tumahole
- Vredefort

### Fiumi
- Bataviaspruit
- Bloemspruit
- Elandspruit
- Gelukspruit
- Liebenbergstroom
- Leeufontein
- Karoospruit
- Klein - Rietspruit
- Kromelmboogspruit
- Kromspruit
- Renoster
- Rietspruit
- Soutvlei
- Skulpspruit
- Vaalbankspruit
- Vegkopspruit

### Dighe
- Koppiesdam
- Roodepoortdam
- Weltevrededam
- Unifeesdam